# ناو تسوکوبا
ناو تسوکوبا (به انگلیسی: Japanese cruiser Tsukuba) یک کشتی بود که طول آن ۱۳۴٫۱۱ متر (۴۴۰٫۰ فوت) بود. این کشتی در سال ۱۹۰۵ ساخته شد.